# Nissan Titan
Nissan Titan — полноразмерный пикап, выпускаемый Nissan с 2004 по 2024 годы. Titan использует платформу Nissan F-Alpha вместе с полноразмерными внедорожниками Nissan Armada и Infiniti QX56.
Nissan Titan номинировался на премию North American Truck of the Year в 2004 году.
Titan выпускается с кузовами King Cab и Crew Cab. Грузовая платформа может быть короткой (Short) или длинной (Long).

## Первое поколение (A60; 2003)
Разработка «Титана» началась в сентябре 1999 года с проектных работ под руководством Дайан Аллен. Внешний вид первоначально был выбран Джованни Арроба в конце 2000 года. Дизайна будущего грузовика был предварен концепцией Alpha T, показанной на автосалоне в Детройте в 2001 году.
Производство модели началось 21 сентября 2003 года, а продажи - 1 декабря 2003 года.  Titan использовал новую полноразмерную платформу Nissan F-Alpha . Эта новая платформа также использовалась совместно с Nissan Armada и Infiniti QX56, причем все три модели производились в Кантоне (штат Миссисипи, США ). Первое поколение Titan продолжалось без серьезной модернизации до 2015 года.

Все модели на платформе стандартно поставлялись с 32-клапанным 5,6-литровым двигателем VK56DE мощностью 317 л.с. (305 л.с. на моделях 2004–2006 годов) с крутящим моментом 522 Нм. Первое поколение Titan оснащалось лестничной рамой полностью закрытого коробчатого сечения и было доступно либо с задним приводом, либо с системой полного привода в сочетании с пятиступенчатой автоматической коробкой передач RE5R05A. В первом поколении была доступно кабина King Cab (удлиненная кабина) или полноразмерная кабина Сrew Сab с полноразмерным задним сиденьем. С кабиной King Cab грузовая платформа  имела длину 2,01 м, а с Сrew Сab - 1,70 м. Изначально было доступно четыре уровня отделки салона: S, SV, Pro-4x, SE и LE:  базовой моделью была S , SV - моделью среднего уровня с большим количеством функций, PRO-4X - версией, ориентированной на бездорожье,

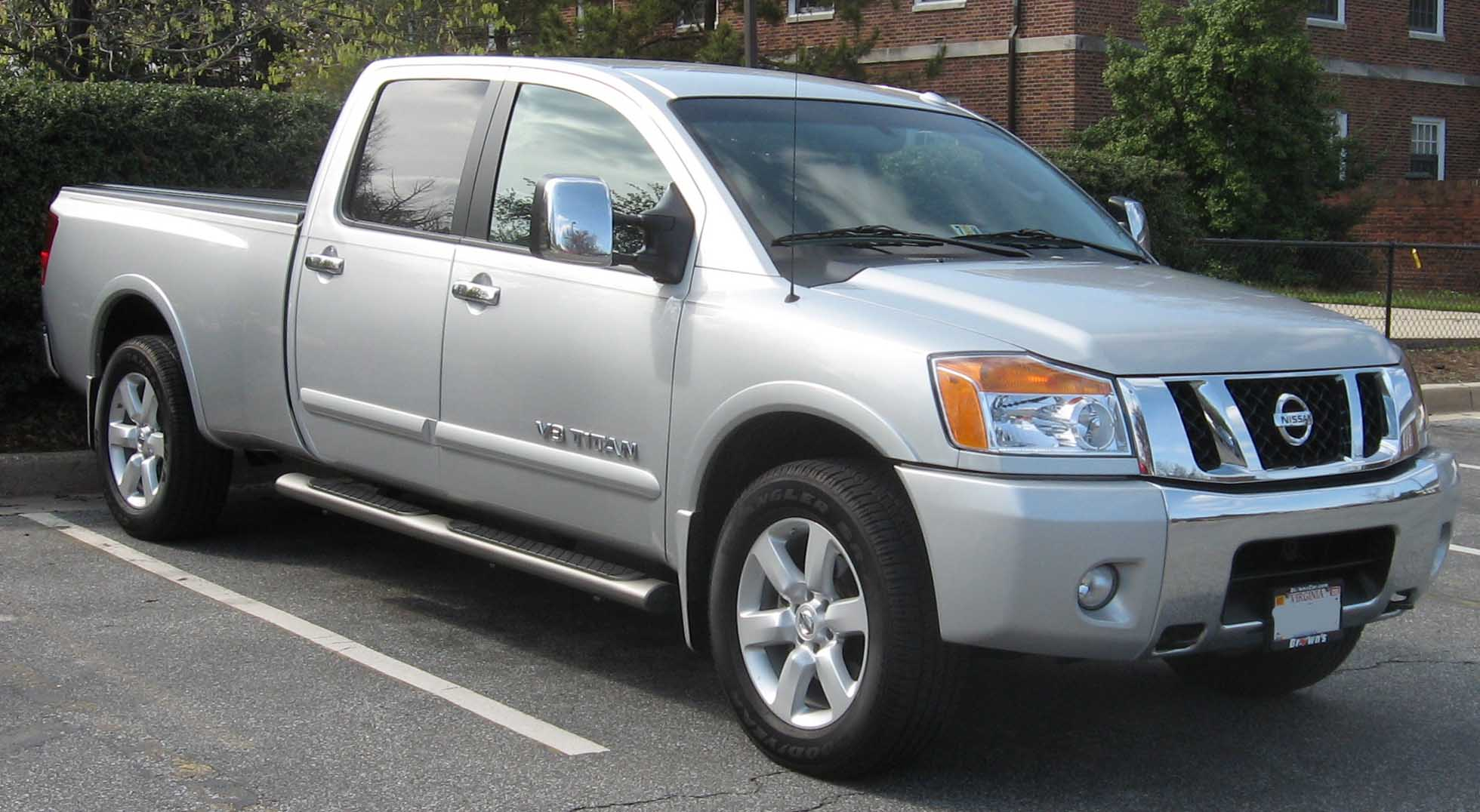
2008 Nissan Titan crew cab long bed

В 2008 году модель с более длинной колесной базой предлагалась либо с платформой длиной 2,51 м (на King Cab), либо 2,21 м (Сrew Сab) . Отделка SE и LE была в конечном итоге заменена роскошной отделкой SL - предлагался с такими функциями, как 20-дюймовые легкосплавные диски в качестве стандартного оборудования.

## Второе поколение (A61; 2016)
Nissan представил Titan второго поколения на Североамериканском международном автосалоне 2015 года. Компания заявля своей целью 5-процентную долю рынка или 100 000 годовых продаж в США (в 2016 году объем продаж достиг 21 880 единиц). 
Стандартный двигатель - 5,6-литровый бензиновый двигатель V8.  Двигатель стал мощнее по сравнению с предыдущей моделью, производя 390 л.с. и 534 Нм крутящего момента в паре с семиступенчатой автоматической коробкой передач. Кроме того, до конца 2019 года  второе поколение Titan предлагало 5,0-литровый турбодизельный двигатель Cummins ISV мощностью 310 лошадиных сил, который выдает 752 Нм крутящего момента.
Titan второго поколения доступен в двух вариантах: обычном и XD. Версия XD построена на усиленной раме на основе линейки коммерческих автомобилей Nissan и включает в себя дизельный двигатель Cummins в качестве опции.
На 2020 год Nissan представил обновленные Titan и Titan XD. В 2020 году обычная модель кабины была исключена как из стандартной линейки, так и из линейки XD, а модели King Cab для Titan XD больше не были доступны. 5,0-литровый турбодизельный двигатель Cummins V8, который был доступен на более мощном Titan XD, также был снят с производства, оставив только 5,6-литровый бензиновый V8 "Endurance".  Новая девятиступенчатая автоматическая коробка передач Jatco заменила предыдущую семиступенчатую автоматическую коробку передач.  Новый V8 Nissan 2020 года развивает мощность 400 лошадиных сил  и 560 Нм (по сравнению с 390 л.с. или 290 кВт и 394 фунт-фут или 534 Нм). Передаточное соотношение главной передачи  было понижено с 2,93:1 до 3,69:1. Передаточное число моделей XD было понижено с 3,69:1 до ещё большего 4,083:1. Новые светодиодные фары были добавлены в переднюю и заднюю части верхней облицовки. Был добавлен новый опциональный 9-дюймовый экран с высоким разрешением, а также двухпанельная панорамная крыша. Обновления безопасности включают стандарт защитного экрана на 360°, который включает предупреждение о выезде с полосы движения, помощь при дальнем свете, автоматическое экстренное торможение с обнаружением пешеходов, автоматическое торможение сзади, предупреждение о слепых зонах, предупреждение о перекрестном движении сзади, обнаружение дорожных знаков и предупреждение о лобовом столкновении. Дополнительно доступны интеллектуальный круиз и интеллектуальная бдительность водителя. Модельный ряд Titan был снят с производства в Канаде после 2021 модельного года, в качестве причины были названы низкие показатели продаж.
В августе 2023 года Nissan подтвердил, что производство Titan будет прекращено после 2024 модельного года из-за плохих продаж по сравнению с Frontier среднего размера. Они покинут сегмент полноразмерных грузовиков и сосредоточатся на производстве электромобилей-седанов.